# Bingham Baring, 2:e baron Ashburton
William Bingham Baring, 2:e baron Ashburton, född i juni 1799, död den 23 mars 1864, var en brittisk politiker, son till Alexander Baring, 1:e baron Ashburton.
Baring tillhörde som medlem av underhuset, där han (som representant för en av familjens valkretsar) invaldes redan 1826, Peels anhängare och innehade 1841–46 ett par underordnade befattningar i dennes ministär. År 1848, efter faderns död, överflyttade han till överhuset. Åren 1860–64 var han geografiska sällskapets president. Hans första hustru, lady Ashburton (död 1857), var dotter till George Montagu, 6:e earl av Sandwich. Hon samlade omkring sig en lysande litterär krets och är bekant som förtrogen väninna till Carlyle.